# Ana Gasteyer

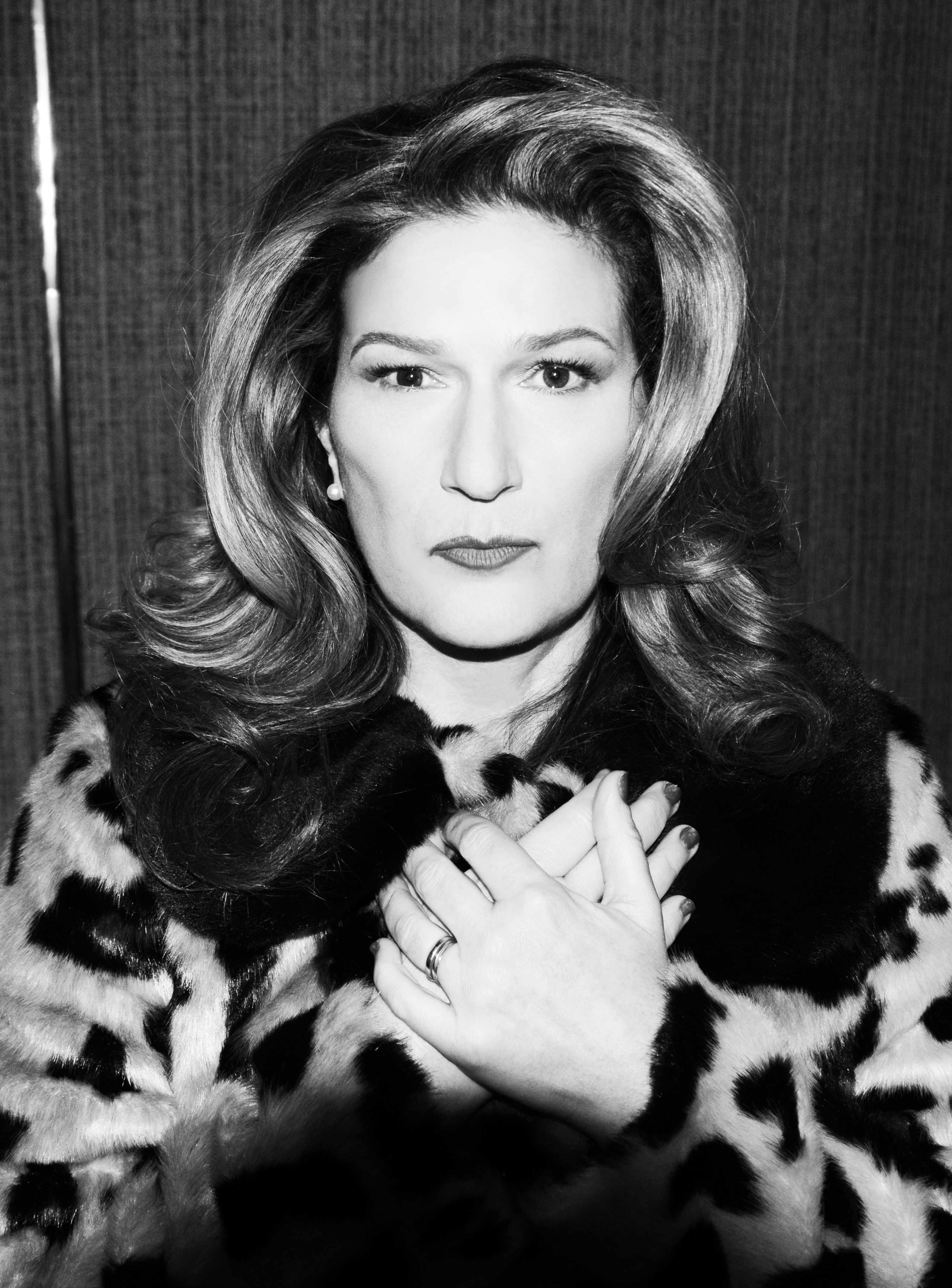
Ana Gasteyer (2019)

Ana Gasteyer (* 4. Mai 1967 in Washington, D.C.) ist eine US-amerikanische Komikerin und Schauspielerin.

## Karriere

### Anfänge
Ana Gasteyer sammelte erste Erfahrungen bei dem Improvisationstheater The Groundlings, bei dem u. a. auch Mindy Sterling, Maya Rudolph, Will Forte, Lisa Kudrow, Jon Lovitz, Cheryl Hines, Will Ferrell und Jennifer Coolidge spielten.

### Saturday Night Live
Nach kleineren Engagements in Serien wie Seinfeld war sie von 1996 bis 2002 Teil des Ensembles der Fernsehsendung Saturday Night Live, dem in dieser Zeit unter anderen Tracy Morgan, Will Ferrell, Maya Rudolph und Tina Fey angehörten. Parallel spielte sie vorwiegend Episodenrollen in den Fernsehserien Party of Five, New York Cops – NYPD Blue, Law & Order, Just Shoot Me – Redaktion durchgeknipst, Verrückt nach dir, Hinterm Mond gleich links, Frasier, die Hauptrolle in dem Kurzfilm A Small Domain und kleinere Rollen in den Filmen Schlimmer geht’s immer!, Deedles – Die Surfer mit dem Brett vorm Kopf und Woman on Top. In der Komödie Ich liebe Dick spielt sie US-Präsident Richard Nixons Sekretärin Rose Mary Woods.

### Nach Saturday Night Live
Nach SNL arbeitete sie erneut mit Tina Fey, die das Drehbuch des Films Girls Club – Vorsicht bissig! (Mean Girls) schrieb. Weitere Filmauftritte hatte sie in Kifferwahn, The Women – Von großen und kleinen Affären, Dare – Hab’ keine Angst. Tu’s einfach!, Fun Size – Süßes oder Saures, Der Chaos-Dad, Peeples und Rapture-Palooza. Nach weiteren Episodenauftritten in den Serien Chuck und Running Wilde konnte sie in Good Wife eine Figur über drei, in Lass es, Larry! über zwei Episoden spielen. In der Serie Suburgatory wurde ihre anfängliche Nebenrolle als Sheila Shay zur Mitte der ersten Staffel zu einer Hauptrolle ausgebaut.
Für die Darstellung ihrer Rolle Elphaba in dem Musical Wicked – Die Hexen von Oz in Chicago wurde sie 2006 für einen Jefferson Award in der Kategorie „Beste Hauptdarstellerin in einem Musical“ nominiert.

## Filmografie (Auswahl)
- 1995: Seinfeld (Fernsehserie, Folge 7x06)
- 1996: Party of Five (Fernsehserie, Folge 2x17)
- 1996: New York Cops – NYPD Blue (NYPD Blue, Fernsehserie, Folge 3x20)
- 1996–2012: Saturday Night Live (Fernsehserie, 121 Folgen)
- 1998: Deedles – Die Surfer mit dem Brett vorm Kopf (Meet the Deedles)
- 1998: Law & Order (Fernsehserie, Folge 8x21)
- 1998: Just Shoot Me – Redaktion durchgeknipst (Just Shoot Me, Fernsehserie, Folge 3x01)
- 1998: Verrückt nach dir (Mad About You, Fernsehserie, Folge 7x01)
- 1999: Ich liebe Dick (Dick)
- 2000: Hinterm Mond gleich links (3rd Rock from the Sun, Fernsehserie, 3 Folgen)
- 2000: Woman on Top
- 2001: Schlimmer geht’s immer! (What’s the Worst That Could Happen?)
- 2002: Frasier (Fernsehserie, Folge 10x07)
- 2004: Girls Club – Vorsicht bissig! (Mean Girls)
- 2005: Kifferwahn (Reefer Madness, Fernsehfilm)
- 2008: The Women – Von großen und kleinen Affären (The Women)
- 2009: Dare – Hab’ keine Angst. Tu’s einfach! (Dare)
- 2010: Chuck (Fernsehserie, Folge 4x07)
- 2010: Running Wilde (Fernsehserie, Folge 1x08)
- 2010–2014: Good Wife (The Good Wife, Fernsehserie, 5 Folgen)
- 2011: Lass es, Larry! (Curb Your Enthusiasm, Fernsehserie, 2 Folgen)
- 2011–2014: Suburgatory (Fernsehserie, 42 Folgen)
- 2012: Robot & Frank
- 2012: Fun Size – Süßes oder Saures (Fun Size)
- 2012: Der Chaos-Dad (That’s My Boy)
- 2013: Peeples
- 2013: Rapture-Palooza
- 2014–2021: Die Goldbergs (Fernsehserie, 15 Folgen)
- 2015: Der Kaufhaus Cop 2 (Paul Blart: Mall Cop 2)
- 2016–2019: Die Garde der Löwen (The Lion Guard, Fernsehserie, 12 Folgen, Stimme)
- 2019: The Masked Singer (Fernsehsendung, Teilnehmerin Staffel 2, 6. Platz)
- 2019: Wine Country
- 2020: Happiest Season
- 2021: A Clüsterfünke Christmas (Fernsehfilm)
- 2021–2023: American Auto (Fernsehserie, 23 Folgen)
- 2022–2023: Alice in der Wunderland-Bäckerei (Alice’s Wonderland Bakery, Fernsehserie, 4 Folgen, Stimme)
- 2023: Ridley Jones (Fernsehserie, Folge 5x15, Stimme)
- 2025: RoboGobo (Fernsehserie, 8 Folgen, Stimme)